# Газис, Георгиос
Георгиос Газис (греч. Γεώργιος Γαζής; род. 25 мая 1981, Козани) — греческий боксёр, представитель средних весовых категорий. Выступал за национальную сборную Греции по боксу в 2000-х годах, победитель и призёр многих турниров международного значения, участник двух летних Олимпийских игр.

## Биография
Георгиос Газис родился 25 мая 1981 года в городе Козани, Греция. Проходил подготовку в местном клубе «Этникос».
Впервые заявил о себе в боксе в 1999 году, когда вошёл в состав греческой национальной сборной и выступил на чемпионате Европы среди юниоров в Хорватии.
В 2001 году побывал на Средиземноморских играх в Тунисе, откуда привёз награду бронзового достоинства, выигранную в зачёте первой средней весовой категории.
В 2002 году стал серебряным призёром на домашнем Кубке Акрополиса в Афинах, боксировал на чемпионате Европы в Перми.
В 2003 году поднялся в средний вес, стал чемпионом Греции в этой категории, взял бронзу на Кубке Акрополиса.
На чемпионате Европейского Союза 2004 года в Мадриде выиграл бронзовую медаль, уступив в полуфинале румыну Марьяну Симьону. Благодаря череде удачных выступлений удостоился права защищать честь страны на домашних летних Олимпийских играх в Афинах, однако уже в стартовом поединке категории до 75 кг со счётом 31:32 потерпел поражение от азербайджанца Джавида Тагиева и сразу же выбыл из борьбы за медали.
После афинской Олимпиады Газис на некоторое время отошёл от бокса, но в 2007 году вернулся в основной состав боксёрской команды Греции и продолжил принимать участие в крупнейших международных турнирах. Так, в этом сезоне он выиграл турнир Альгирдаса Шоцикаса в Каунасе, стал серебряным призёром на турнире Box-Am в Виго, выступил на чемпионате Европейского Союза в Дублине и на чемпионате мира в Чикаго, где его остановил представитель Таиланда Сурия Со. Пхленчит.
На первой Европейской олимпийской квалификации в Пескаре проиграл уже на раннем этапе, тогда как на второй Европейской олимпийской квалификации в Афинах занял третье место — таким образом прошёл отбор на Олимпийские игры 2008 года в Пекине. Благополучно прошёл первого соперника по турнирной сетке в категории до 75 кг, но во втором бою со счётом 1:12 потерпел поражение от эквадорца Карлоса Гонгоры. По окончании этих соревнований принял решение завершить спортивную карьеру.